# Catadelphus atrox
Catadelphus atrox är en stekelart som först beskrevs av Cresson 1868.  Catadelphus atrox ingår i släktet Catadelphus och familjen brokparasitsteklar. Inga underarter finns listade.